# Samuel Williams (cyclisme)
Pour les articles homonymes, voir Samuel Williams et Williams.
Samuel Williams (né le 18 mars 1994 à Worcester en Angleterre) est un coureur cycliste britannique (anglais).

## Palmarès sur route

### Pat année
- 2015
  - 2e de l'Eddie Soens Memorial

### Classements mondiaux
| Année           | 2015   |
| --------------- | ------ |
| UCI Europe Tour | 1 205e |

## Palmarès sur piste

### Championnats de Grande-Bretagne
- 2014 :
  - 2e de la poursuite par équipes.